# Estado do Haiti
O Estado do Haiti foi um estado no norte do atual Haiti. Foi criado em 17 de outubro de 1806, após o assassinato do imperador Jacques I. O Estado do Haiti foi governado por Henri Christophe, que originalmente assumiu como chefe de governo provisório em 17 de outubro de 1806 até 17 de fevereiro de 1807, quando ele se tornou presidente do Estado do Haiti. Alexandre Pétion virou o presidente da República do Haiti, no sul do Haiti atual. Em 1807, a constituição do Estado do Haiti transformou o posto de presidente em um posto vitalício, com o presidente tendo o direito de apontar seu sucessor. em 28 de março de 1811, Henri Christophe dissolveu o Estado do Haiti, e criou o Reino do Haiti, se proclamando Rei Henrique I.